# Blockhaus (Dresda)
Il Blockhaus, chiamato anche Neustädter Wache, è un edificio situato a Dresda in Germania. 
L'edificio si trova a Neustädter Markt a pochi metri dal Cavaliere dorato. 
Progettato dall'architetto Zacharias Longuelune, la costruzione iniziò il 3 agosto 1732 e fu completato nel 1737.